# Glaucidium peruanum
Glaucidium peruanum là một loài chim trong họ Strigidae.